# تيتوس مونتيانو
تيتوس مونتيانو (بالرومانية: Titus Munteanu)‏ هو مخرج روماني، ولد في 3 أكتوبر 1941، وتوفي في 18 ديسمبر 2013 في بوخارست في رومانيا بسبب مرض تنفسي.

## وصلات خارجية
- تيتوس مونتيانو على موقع IMDb (الإنجليزية)